# توندورف
توندورف (بالألمانية: Thundorf) هي بلدية سويسرية تتبع لمقاطعة فراونفيلد في كانتون تورغاو. تبلغ مساحتها 15.6 كيلومتر مربع، ويقدر عدد سكانها بـ 1424 نسمة (حسب تعداد ديسمبر 2015).